# Natriumtetrafenylboraat
Natriumtetrafenylboraat (NTFB) is een organische verbinding met als brutoformule {\displaystyle {\ce {C24H20BNa}}}. Met meer nadruk op de structuur van de verbinding kan dit geschreven worden als {\displaystyle {\ce {Na[B(C6H5)4]}}}. Het is een zout waarin het anion bestaat uit vier fenylringen die aan een centraal boor-atoom gekoppeld zijn. Deze witte, vaste stof wordt veel als uitgangstof gebruikt voor andere tetrafenylboraten, zouten die vervolgens vaak zeer goed oplosbaar zijn in organische oplosmiddelen. In  de anorganische en organische chemie wordt de stof gebruikt om kalium, rubidium, cesium, ammonium  en sommige organische stikstof-verbindingen neer te slaan. Het oplosbaarheidsproduct van {\displaystyle {\ce {K[B(C6H5)4]}}} is bijvoorbeeld maar 2,19∙10−8 wat een oplosbaarheid betekent van ongeveer 53 mg/L.

## Synthese
Natriumtetrafenylboraat wordt gesynthetiseerd uit natriumtetrafluorboraat en fenylmagnesiumbromide:
{\displaystyle {\ce {NaBF4\ +\ 4C6H5MgBr\ \longrightarrow \ NaB(C6H5)4\ +\ 2MgBr2\ +\ 2MgF2}}}
Een verwante synthese gebruikt fenylnatrium in plaats van het Grignard-reagens.
{\displaystyle {\ce {NaBF4\ +\ 4C6H5Na\ \longrightarrow \ NaB(C6H5)4\ +\ 4NaF}}}

## Structuur
In tegenstelling tot kleinere tegenionen verleent het terafynylboraat-ion het zout een grote mate van lipofiliciteit. Een groot aantal derivaten is eveneens beschreven, zowel met elektronenstuwende als met elektronenzuigende substituenten aan de arylgroepen. Het watervrije zout heeft als vaste stof een polymere structuur met bindende interacties tussen de natrium-ionen en de fenyl-ringen. Het zout kan dus als een organonatriumverbinding gezien worden.

## Toepassingen in de chemische synthese

### Synthese vanN-acylammoniumzouten
Toevoegen van NTFB aan een oplossing van een teriair amine en een zuurchloride in acetonitril geeft een acyloniumzout, terwijl natriumchloride neerslaat:
{\displaystyle {\ce {RC(O)Cl\ +\ R'3N\ +\ Na[B(C6H5)4]\ \longrightarrow \ [RC(O)NR'3][C(C6H5)4]\ +\ NaCl}}}
NTFB is ook toegepast als een fenyl-donor in door palladiumgekatalyseerde reacties met alkeen- en aryltriflaten waarbij arylalkynen en biaryl verbindingen in goede opbrengsten en oner milde condities bereid konden worden.

### Toepassingen in de coördinatiechemie
Tetrafenylboraten worden veel in de organometaalchemie gebruikt vanwege hun goede oplosbaarheid in apolaire oplosmiddelen en het feit dat ze meestal goed krislaliseerbare vaste stoffen vormen. Zo zijn de trimethylfosfiet-complexen, {\displaystyle {\ce {[M(P(OCH3)3)5]^{2+}}}}, van nikkel, palladium en platina gesynthetiseerd als hun tetrafenylboraten.
Op een vergelijkbare manier is NTFB gebruikt om distikstof-comlexen te maken en te isoleren. In de reactie hieronder maakt NTFB de vervanging van de chloride-ligand door {\displaystyle {\ce {N2}}}. Het chloride slaat met het natrium neer als natriumchloride en is eenvoudig uit het reactiemengsel te verwijderen.
{\displaystyle {\ce {FeHCl(H2P-PH2)2\ +\ Na[B(C6H5)4]\ +\ N2\ \longrightarrow \ [FeH(N2)(H2P-PH2)2][B(C6H5)4]\ +\ NaCl}}}
De toepassingen van het tetrafenylboraat-ion zijn beperkt tot niet-zure kationen. Met sterke zuren ondergaat het anion protonolyse, waarbij trifenylboraan en benzeen ontstaan.
{\displaystyle {\ce {H^{+}\ +\ [B(C6H5)3]^{-}\ \longrightarrow \ B(C6H5)3\ +\ C6H6}}}